# Gymnasium Trittau
Das Gymnasium Trittau ist ein staatliches Gymnasium in Trittau. Über 1000 Schüler werden von ungefähr 80 Lehrern unterrichtet (Stand 2011).
Das Gymnasium wurde 1983 gegründet und wurde später zum Kreisgymnasium. Mit Beginn des Jahres 2008 wurde der Schulverband Trittau neuer Schulträger.

## Besonderheiten
Das Gymnasium ist seit 2002 MINT-Gymnasium mit besonderem Schwerpunkt auf Mathematik, Naturwissenschaften und Informatik und war damit bis 2006 das einzige in Schleswig-Holstein. Am 30. Oktober 2019 wurde das Gymnasium von der Bildungsministerin Karin Prien als Jugend forscht-Schule des Jahres 2019 ausgezeichnet.
Mit einer Partnerschule in Ailanga (Tansania) besteht seit längerem eine Kooperation. Weitere Schulpartnerschaften werden mit Schulen in Spanien, Frankreich, Ungarn, Finnland und Estland unterhalten.
Zusätzlich besteht seit 2011 eine Partnerschaft mit der East High School in Salt Lake City, Utah. Ein erster Besuch von deutschen Schülern in den Vereinigten Staaten fand im Zeitraum vom 24. September bis zum 15. Oktober 2011 statt.
Das Gymnasium diente von 1991 bis 1997 als Drehort für die Schulszenen in einigen Folgen der Jugendserie Neues vom Süderhof.

## Schulleiter
- 1983 bis 1994: Günther Baumann
- 1994 bis 2007: Hartmut Jokisch
- 2007 bis 2021: Edgar Schwenke
- seit August 2021: Thorsten Glaser

## Persönlichkeiten

### Schüler
- Tankred Lerch (* 1970), Autor, Regisseur (Wechsel nach Hamburg 1988)
- Christian Kraus (* 1971), Psychotherapeut, Autor (Abitur 1990)
- Marek Harloff (* 1971), Schauspieler, Musiker und Synchronsprecher (Abitur 1991)
- Tobias Koch (* 1973), CDU-Politiker (Abitur 1992)

### Lehrer
- Anja Hegeler (1965–2022), Schachspielerin (Lehrerin für Informatik und Mathematik)